# Kafr Ajn (Palestyna)
Kafr Ajn (arab. ‏كفر عين‎, Kafr ʿAyn) – wieś w Palestynie, w muhafazie Ramallah i Al-Bira. Według danych szacunkowych Palestyńskiego Centralnego Biura Statystycznego w 2016 roku miejscowość liczyła 2231 mieszkańców.